# Powerful Pro jakjú Touch
A Powerful Pro jakjú Touch baseballvideojáték-sorozat, a Dzsikkjó Powerful Pro jakjú sorozat okostelefonos mellékága, melyet a Konami fejlesztett és jelentetett meg. A sorozat első tagja 2009. július 21-én jelent meg, kizárólag iOS-re.

## A sorozat tagjai

### Powerful Pro jakjú Touch
2009. július 21-én jelent meg, kizárólag iOS-re. A játékban a mérkőzés- és a szezonmód kapott helyet, utóbbinak a hosszát 25, 50 és 140 (az észak-amerikai kiadásban 25, 50 és 162) játékra is be lehetett állítani, illetve a játékrészek számát is 3-ra, 6-ra és 9-re lehet korlátozni. A játékban szereplő csapatok, játékosok és stadionok kitaláltak, a csapatok az anyasorozat korábbi tagjainak Success-szereplőivel voltak feltöltve.
A játék 2009. július 16-án Észak-Amerikában is megjelent, Power Pros Touch címmel.

### Powerful Pro jakjú Touch – Kósiki Licence-ban 2010 és MLB Power Pros Touch 2010
A japán kiadás 2010. április 10-én jelent meg iOS-re, 2011. március 31-én eltávolították az App Store kínálatából. Az észak-amerikai kiadás 2010. május 6-án jelent meg, MLB Power Pros Touch 2010 címmel. A játékot kiszolgáló szervereket 2011. augusztus 8-án leállították. A játék japán verzióját a Nippon Professional Baseball és a Japan Professional Baseball Players Association, míg az észak-amerikait a Major League Baseball és a Major League Baseball Players Association licence alapján készítették el, így szerepelt benne az adott ligák csapatai, illetve azok játékosai. A japán kiadásban a játékoskeretek a 2010-es nyári állapotokat tükrözték.
Új játékmódként helyet kapott egy Bluetooth-on keresztüli játékos-játékos elleni mód. A mód kizárólag iPhone OS 3.0 vagy annál újabb operációs rendszert futtató készüléken volt elérhető. A tavalyi kiadással szemben ebben a verzióban szerepelt a csapatszerkesztő, ahol a játékosok átírhatták a baseballcsapatok nevét, illetve a logójukat és mezeiket is szerkeszthették. A szerkesztett csapatok új egyesületként lettek bejegyezve és a többjátékos- és a szezonmódban lehetett velük játszani.

### Powerful Pro jakjú Touch – Kósiki Licence-ban 2011
2011. április 12-én jelent meg iOS-re, 2012. május 31-én eltávolították az App Store kínálatából. A játékot kiszolgáló szervereket 2012. június 28-án leállították. Az előző évi kiadáshoz hasonlóan a 2011-et is a Nippon Professional Baseball licence alatt készítették el. A játékban három irányítási séma – érintés, célbefogás és manuális – közül lehetett választani.

### Powerful Pro jakjú Touch 2012
2012. március 21-én jelent meg Androidra és iOS-re, 2013. március 28-án eltávolították az App Store és a Google Play kínálatából. A játékot kiszolgáló szervereket 2013. április 30-án leállították. Az alapváltozat ingyenesen játszható volt, azonban a szezonmódért és a Nippon Professional Baseball-csapatokért fizetni kellett. A csapatszerkesztő kizárólag a kiwi közösségi hálózatra való regisztráció után vált elérhető.

### Powerful Pro jakjú Touch 2013
2013. március 28-án jelent meg Androidra és iOS-re, 2014. március 31-én eltávolították az App Store és a Play Store kínálatából. A játékot kiszolgáló szervereket 2014. május 30-án leállították. A 2012-es kiadáshoz hasonlóan az alapjáték ingyenesen játszható volt, azonban a szezonmódért és a Nippon Professional Baseball-csapatokért fizetni kellett.

### Powerful Pro jakjú Touch 2014
2014. április 17-én jelent meg Androidra és iOS-re, 2015. március 31-én eltávolították az App Store és a Google Play kínálatából. A játékot kiszolgáló szervereket 2015. április 28-án leállították. Ebben a részben új játékmódként megjelent a játékos–játékos elleni Challenge mód. A játékot 2014 novemberéig több mint kétmilliószor töltötték le.